# رامان (دهانه)
رامان یک دهانه برخوردی در ماه است.